# Lac Sakami
Lac Sakami är en sjö i Kanada.   Den ligger i provinsen Québec, i den östra delen av landet, 900 km norr om huvudstaden Ottawa. Lac Sakami ligger 183 meter över havet.
Trakten runt Lac Sakami är nära nog obefolkad, med mindre än två invånare per kvadratkilometer.